# Simone Fontecchio
Simone Fontecchio (Pescara, 9 dicembre 1995) è un cestista italiano, ala piccola dei Miami Heat e della nazionale italiana.

## Biografia
È figlio di Daniele Fontecchio e Amalia Pomilio, nipote di Vittorio Pomilio e fratello minore di Luca.

## Carriera

### Club

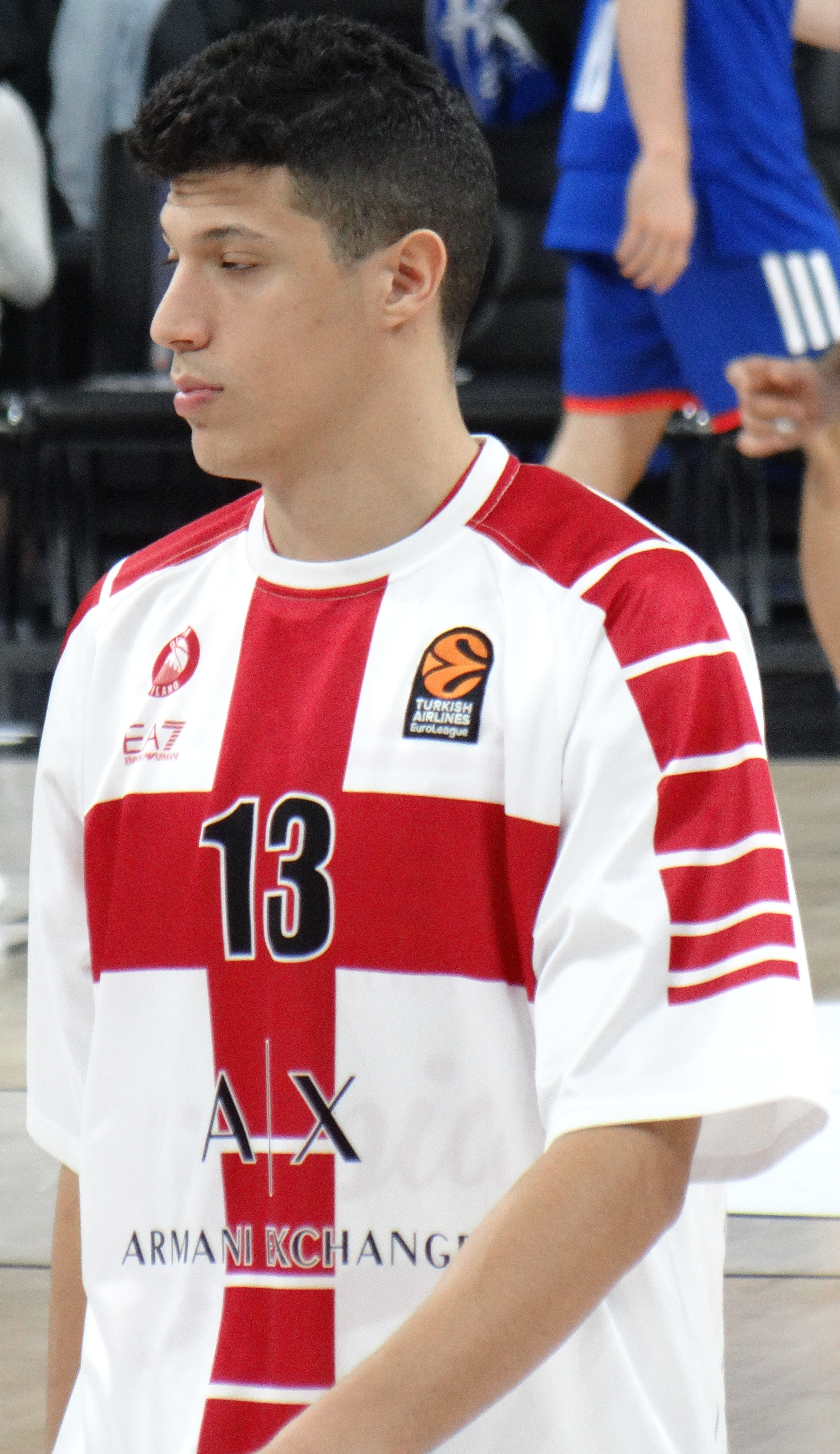
Fontecchio all' nel 2017

Indirizzato al basket da sua madre, muove i primi passi con il Viva Villa, piccola associazione sportiva di Francavilla al Mare; successivamente passa all’Amatori Pescara e a 14 anni entra nelle fila della Virtus Bologna, dove compie tutta la trafila giovanile, fino ad esordire in Serie A nella stagione 2012-13 contro l'Angelico Biella.
Chiude la sua prima stagione con una media di 2,7 punti e 1,4 rimbalzi in 12 partite.
La stagione successiva viene confermato in prima squadra e gioca 25 partite con 2,7 punti di media.
Nell'annata 2014-15 inanella una serie di partite eccezionali che gli consentono di vincere il premio di Miglior Under-22 della Serie A.
La stagione 2015-16 gioca 30 partite con una media di 9,2 punti a partita. 
A causa della retrocessione in Serie A2 della Virtus Bologna viene svincolato dalla squadra.
L'8 luglio 2016 firma un contratto con l'Olimpia Milano.
Il 5 dicembre 2017, passa in prestito fino a fine stagione alla Vanoli Cremona.
Il 7 luglio 2020 firma un contratto triennale con i tedeschi dell'Alba Berlino: Fontecchio rimane una sola stagione in Germania quando il 9 luglio 2021 firma un contratto triennale con gli spagnoli del Saski Baskonia, i quali hanno pagato un buyout di 250000 € alla società tedesca.

#### NBA

##### Utah Jazz (2022-2024)
Il 17 luglio 2022 Fontecchio firma il suo primo contratto in NBA con gli Utah Jazz, che gli propongono un'offerta di 6,25 milioni di dollari per due anni. Il 20 ottobre 2022 fa il suo esordio in NBA nella sfida contro i  Denver Nuggets , mentre cinque giorni più tardi segna i primi suoi punti in Nba contro i Rockets, chiudendo a 13. Il 7 dicembre 2022 realizza la schiacciata della vittoria a 1,2 secondi dalla fine nella partita contro i Golden State Warriors, gara conclusasi 124-123 e in cui realizza 18 punti in meno di 20 minuti. Dopo quasi due mesi dove Fontecchio esce dalle rotazioni della squadra causa un infortunio e il suo poco utilizzo, nel finale di stagione torna a giocare registrando anche buone prestazioni. Il 24 marzo 2023 segna il suo record personale di punti contro i Bucks, 26. Chiuderà la stagione sfiorando una doppia doppia nella sconfitta contro i Lakers di Lebron James. 
Chiude la sua prima annata oltre oceano con 6,3 punti, 1,7 rimbalzi e 0,8 assist.
La stagione 2023-24 vede Fontecchio fare un gran salto di qualità. Dopo aver iniziato la stagione ai margini delle rotazioni realizza buone prestazioni diventando un titolare della squadra di coach Hardy; il 15 dicembre 2023 realizza 24 contro i Blazers con un 5-5 da tre. Il 2 gennaio 2024 realizza 24 punti contro i Dallas Mavericks di Luka Doncic risultando decisivo per la vittoria di Utah.

##### Detroit Pistons (2024-)
L'8 febbraio 2024 Fontecchio passa ai Detroit Pistons.
In cambio gli Utah Jazz ricevono l'ala Kevin Knox, la seconda scelta al Draft 2024 dei Pistons e i diritti su Gabriele Procida scelto alla 36 assoluta proprio da Detroit nel Draft 2022. Qui incontra Danilo Gallinari che però si farà tagliare lo stesso giorno.
Esordisce il 10 febbraio realizzando 20 punti e 9 rimbalzi nella sconfitta contro i Clippers. Nella squadra di  Monty Williams  parte spesso titolare o da sesto uomo fornendo ottime prestazioni. 
Nella partita casalinga del 10 marzo contro i Dallas Mavericks l'ex Jazz mette a referto 27 punti, nuovo record personale, tirando 9/13 dal campo e 4/5 da tre. Il tutto in 32 minuti, uscendo dalla panchina e aggiungendo anche 4 rimbalzi, 2 assist, 5/5 a cronometro fermo. Il 17 marzo nella sconfitta contro i Miami Heat si infortuna chiudendo la stagione in anticipo. 
Il 7 luglio 2024 Fontecchio rinnova il contratto con i Pistons concordando 2 anni per 16 milioni di dollari complessivi.

### Nazionale
Nel 2014 Fontecchio esordisce con la nazionale Italiana in occasione dell'All Star Game.
Nel giugno del 2016 viene inserito tra i preconvocati in vista del torneo preolimpico di Torino.
Nel 2022 gioca al campionato europeo con una media di 19,4 punti, 4,0 rimbalzi e 2,7 assist in 7 partite.
Nell'agosto del 2023 viene convocato dal commissario tecnico Gianmarco Pozzecco al campionato mondiale in Giappone, Filippine e Indonesia, che gli azzurri concludono all'ottavo posto. Fontecchio viene inserito nel secondo miglior quintetto della manifestazione.
Fontecchio non vestirá la maglia della nazionale per le qualificazione alle Olimpiadi di Parigi 2024 a causa di un infortunio al piede sinistro avvenuto il 17 marzo dello stesso anno, per il quale subi un intervento il maggio seguente.

## Statistiche

### Serie A
| Stagione        | Squadra         | Competizione    | Partite | Partite | Partite | Statistiche tiro | Statistiche tiro | Statistiche tiro | Altre statistiche | Altre statistiche | Altre statistiche | Altre statistiche | Altre statistiche |
| Stagione        | Squadra         | Competizione    | Pres.   | Titol.  | Minuti  | Tiri da 2        | Tiri da 3        | Liberi           | Rimb.             | Assist            | Rubate            | Stopp.            | Punti             |
| --------------- | --------------- | --------------- | ------- | ------- | ------- | ---------------- | ---------------- | ---------------- | ----------------- | ----------------- | ----------------- | ----------------- | ----------------- |
| 2012-2013       | Virtus Bologna  | Serie A         | 12      | 0       | 154     | 8/19             | 4/18             | 4/5              | 17                | 2                 | 5                 | 2                 | 32                |
| 2013-2014       | Virtus Bologna  | Serie A         | 25      | 8       | 385     | 16/32            | 10/29            | 6/8              | 27                | 6                 | 9                 | 4                 | 68                |
| 2014-2015       | Virtus Bologna  | Serie A         | 30      | 16      | 734     | 50/105           | 31/106           | 29/44            | 68                | 44                | 26                | 6                 | 222               |
| 2015-2016       | Virtus Bologna  | Serie A         | 30      | 24      | 825     | 66/146           | 38/116           | 31/37            | 106               | 56                | 30                | 4                 | 277               |
| 2016-2017       | Olimpia Milano  | Serie A         | 28      | 0       | 339     | 31/56            | 19/45            | 10/14            | 45                | 22                | 10                | 4                 | 129               |
| 2017-2018       | Olimpia Milano  | Serie A         | 4       | 0       | 10      | 1/1              | 1/2              | 0/0              | 1                 | 0                 | 1                 | 0                 | 3                 |
| Totale carriera | Totale carriera | Totale carriera | 100     | 48      | 2117    | 143/308          | 83/269           | 70/94            | 222               | 108               | 71                | 16                | 605               |

### NBA

#### Regular Season
| Anno      | Squadra         | PG  | PT | MP   | TC%  | 3P%  | TL%  | RP  | AP  | PRP | SP  | PP   |
| --------- | --------------- | --- | -- | ---- | ---- | ---- | ---- | --- | --- | --- | --- | ---- |
| 2022-2023 | Utah Jazz       | 52  | 6  | 14,7 | 36,9 | 33,0 | 79,5 | 1,7 | 0,8 | 0,3 | 0,2 | 6,3  |
| 2023-2024 | Utah Jazz       | 50  | 34 | 23,2 | 45,0 | 39,1 | 80,0 | 3,5 | 1,5 | 0,6 | 0,4 | 8,9  |
| 2023-2024 | Detroit Pistons | 16  | 9  | 30,3 | 47,9 | 42,6 | 84,6 | 4,4 | 1,8 | 0,9 | 0,3 | 15,4 |
| 2024-2025 | Detroit Pistons | 75  | 0  | 16,5 | 40,2 | 33,5 | 83,3 | 2,9 | 0,9 | 0,4 | 0,2 | 5,9  |
| Carriera  | Carriera        | 193 | 49 | 18,9 | 41,9 | 36,3 | 82,0 | 2,8 | 1,1 | 0,5 | 0,2 | 7,6  |

#### Massimi in carriera
- Massimo di punti: 27 vs Dallas Mavericks (9 marzo 2024)[16]
- Massimo di rimbalzi: 11
- Massimo di assist: 5 (3 volte)
- Massimo di palle rubate: 3 vs Orlando Magic (9 marzo 2023)
- Massimo di stoppate: 4 vs Oklahoma City Thunder (11 dicembre 2023)
- Massimo di minuti giocati: 38 vs Toronto Raptors (13 marzo 2024)

### Eurolega
| Anno      | Squadra        | PG | PT | MP   | TC%  | 3P%  | TL%  | RP  | AP  | PRP | SP  | PP   |
| --------- | -------------- | -- | -- | ---- | ---- | ---- | ---- | --- | --- | --- | --- | ---- |
| 2016-2017 | Olimpia Milano | 10 | 2  | 11,7 | 43,3 | 41,2 | -    | 1,5 | 0,8 | 0,5 | 0,1 | 3,3  |
| 2017-2018 | Olimpia Milano | 2  | 0  | 1,0  | -    | -    | -    | 0,0 | 0,0 | 0,0 | 0,0 | 0,0  |
| 2018-2019 | Olimpia Milano | 5  | 0  | 0,8  | 0,0  | 0,0  | -    | 0,0 | 0,0 | 0,0 | 0,0 | 0,0  |
| 2020-2021 | Alba Berlino   | 29 | 24 | 23,4 | 47,6 | 38,8 | 88,6 | 3,4 | 1,6 | 0,9 | 0,2 | 10,6 |
| 2021-2022 | Saski Baskonia | 31 | 22 | 26,5 | 43,1 | 40,2 | 85,7 | 4,4 | 2,4 | 0,9 | 0,2 | 11,0 |
| Carriera  | Carriera       | 77 | 48 | 21,1 | 44,9 | 39,3 | 86,8 | 3,2 | 1,7 | 0,8 | 0,2 | 8,8  |

### Nazionale
| Cronologia completa delle presenze e dei punti in Nazionale - Italia | Cronologia completa delle presenze e dei punti in Nazionale - Italia | Cronologia completa delle presenze e dei punti in Nazionale - Italia | Cronologia completa delle presenze e dei punti in Nazionale - Italia | Cronologia completa delle presenze e dei punti in Nazionale - Italia | Cronologia completa delle presenze e dei punti in Nazionale - Italia | Cronologia completa delle presenze e dei punti in Nazionale - Italia | Cronologia completa delle presenze e dei punti in Nazionale - Italia |
| Data                                                                 | Città                                                                | In casa                                                              | Risultato                                                            | Ospiti                                                               | Competizione                                                         | Punti                                                                | Note                                                                 |
| -------------------------------------------------------------------- | -------------------------------------------------------------------- | -------------------------------------------------------------------- | -------------------------------------------------------------------- | -------------------------------------------------------------------- | -------------------------------------------------------------------- | -------------------------------------------------------------------- | -------------------------------------------------------------------- |
| 13/04/2014                                                           | Ancona                                                               | Italia                                                               | 76 - 59                                                              | World Stars                                                          | All Star Game                                                        | 0                                                                    | [ 17 ]                                                               |
| 17/06/2016                                                           | Trento                                                               | Italia                                                               | 78 - 48                                                              | Rep. Ceca                                                            | Torneo amichevole                                                    | 5                                                                    | [ 18 ]                                                               |
| 18/06/2016                                                           | Trento                                                               | Italia                                                               | 87 - 58                                                              | Cina                                                                 | Torneo amichevole                                                    | 6                                                                    | [ 19 ]                                                               |
| 24/11/2017                                                           | Torino                                                               | Italia                                                               | 75 - 70                                                              | Romania                                                              | Qual. Mondiali 2019                                                  | 3                                                                    | [ 20 ]                                                               |
| 26/11/2017                                                           | Zagabria                                                             | Croazia                                                              | 64 - 80                                                              | Italia                                                               | Qual. Mondiali 2019                                                  | 0                                                                    | [ 21 ]                                                               |
| 23/02/2018                                                           | Treviso                                                              | Italia                                                               | 80 - 62                                                              | Paesi Bassi                                                          | Qual. Mondiali 2019                                                  | 3                                                                    | [ 22 ]                                                               |
| 26/02/2018                                                           | Cluj-Napoca                                                          | Romania                                                              | 50 - 101                                                             | Italia                                                               | Qual. Mondiali 2019                                                  | 9                                                                    | [ 23 ]                                                               |
| 02/12/2018                                                           | Danzica                                                              | Polonia                                                              | 94 - 78                                                              | Italia                                                               | Qual. Mondiali 2019                                                  | 0                                                                    | [ 24 ]                                                               |
| 20/02/2020                                                           | Napoli                                                               | Italia                                                               | 83 - 64                                                              | Russia                                                               | Qual. Euro 2021                                                      | 10                                                                   | [ 25 ]                                                               |
| 23/02/2020                                                           | Tallinn                                                              | Estonia                                                              | 81 - 87                                                              | Italia                                                               | Qual. Euro 2021                                                      | 9                                                                    | [ 26 ]                                                               |
| 01/07/2021                                                           | Belgrado                                                             | Italia                                                               | 90 - 83                                                              | Porto Rico                                                           | Qual. Olimpiadi 2021                                                 | 21                                                                   | [ 27 ]                                                               |
| 03/07/2021                                                           | Belgrado                                                             | Italia                                                               | 79 - 59                                                              | Rep. Dominicana                                                      | Qual. Olimpiadi 2021                                                 | 17                                                                   | [ 28 ]                                                               |
| 04/07/2021                                                           | Belgrado                                                             | Serbia                                                               | 95 - 102                                                             | Italia                                                               | Qual. Olimpiadi 2021                                                 | 21                                                                   | [ 29 ]                                                               |
| 25/07/2021                                                           | Saitama                                                              | Germania                                                             | 82 - 92                                                              | Italia                                                               | Olimpiadi 2021 - Fase a gironi                                       | 20                                                                   | [ 30 ]                                                               |
| 28/07/2021                                                           | Saitama                                                              | Italia                                                               | 83 - 86                                                              | Australia                                                            | Olimpiadi 2021 - Fase a gironi                                       | 22                                                                   | [ 31 ]                                                               |
| 31/07/2021                                                           | Saitama                                                              | Italia                                                               | 80 - 71                                                              | Nigeria                                                              | Olimpiadi 2021 - Fase a gironi                                       | 12                                                                   | [ 32 ]                                                               |
| 03/08/2021                                                           | Saitama                                                              | Italia                                                               | 75 - 84                                                              | Francia                                                              | Olimpiadi 2021 - Quarti                                              | 23                                                                   | [ 33 ]                                                               |
| 04/07/2022                                                           | Almere                                                               | Paesi Bassi                                                          | 81 - 92                                                              | Italia                                                               | Qual. Mondiali 2023                                                  | 22                                                                   | [ 34 ]                                                               |
| 12/08/2022                                                           | Bologna                                                              | Italia                                                               | 78 - 79 dts                                                          | Francia                                                              | Amichevole                                                           | 24                                                                   | [ 35 ]                                                               |
| 16/08/2022                                                           | Montpellier                                                          | Francia                                                              | 100 - 68                                                             | Italia                                                               | Amichevole                                                           | 7                                                                    | [ 36 ]                                                               |
| 19/08/2022                                                           | Amburgo                                                              | Italia                                                               | 86 - 90                                                              | Serbia                                                               | Torneo amichevole                                                    | 25                                                                   | [ 37 ]                                                               |
| 20/08/2022                                                           | Amburgo                                                              | Italia                                                               | 96 - 80                                                              | Rep. Ceca                                                            | Torneo amichevole                                                    | 18                                                                   | [ 38 ]                                                               |
| 24/08/2022                                                           | Riga                                                                 | Ucraina                                                              | 89 - 97                                                              | Italia                                                               | Qual. Mondiali 2023                                                  | 20                                                                   | [ 39 ]                                                               |
| 27/08/2022                                                           | Brescia                                                              | Italia                                                               | 91 - 84                                                              | Georgia                                                              | Qual. Mondiali 2023                                                  | 21                                                                   | [ 40 ]                                                               |
| 02/09/2022                                                           | Milano                                                               | Italia                                                               | 83 - 62                                                              | Estonia                                                              | EuroBasket 2022 - Fase a gironi                                      | 19                                                                   | [ 41 ]                                                               |
| 03/09/2022                                                           | Milano                                                               | Grecia                                                               | 85 - 81                                                              | Italia                                                               | EuroBasket 2022 - Fase a gironi                                      | 26                                                                   | [ 42 ]                                                               |
| 05/09/2022                                                           | Milano                                                               | Ucraina                                                              | 84 - 73                                                              | Italia                                                               | EuroBasket 2022 - Fase a gironi                                      | 14                                                                   | [ 43 ]                                                               |
| 06/09/2022                                                           | Milano                                                               | Italia                                                               | 81 - 76                                                              | Croazia                                                              | EuroBasket 2022 - Fase a gironi                                      | 19                                                                   | [ 44 ]                                                               |
| 08/09/2022                                                           | Milano                                                               | Italia                                                               | 90 - 56                                                              | Gran Bretagna                                                        | EuroBasket 2022 - Fase a gironi                                      | 18                                                                   | [ 45 ]                                                               |
| 11/09/2022                                                           | Berlino                                                              | Serbia                                                               | 86 - 94                                                              | Italia                                                               | EuroBasket 2022 - Ottavi                                             | 19                                                                   | [ 46 ]                                                               |
| 14/09/2022                                                           | Berlino                                                              | Francia                                                              | 93 - 85 dts                                                          | Italia                                                               | EuroBasket 2022 - Quarti                                             | 21                                                                   | [ 47 ]                                                               |
| 04/08/2023                                                           | Trento                                                               | Italia                                                               | 90 - 89 dts                                                          | Turchia                                                              | Torneo amichevole                                                    | 21                                                                   | [ 48 ]                                                               |
| 05/08/2023                                                           | Trento                                                               | Italia                                                               | 79 - 61                                                              | Cina                                                                 | Torneo amichevole                                                    | 0                                                                    | [ 49 ]                                                               |
| 09/08/2023                                                           | Atene                                                                | Italia                                                               | 89 - 88                                                              | Serbia                                                               | Torneo Acropolis 2023                                                | 13                                                                   | [ 50 ]                                                               |
| 10/08/2023                                                           | Atene                                                                | Grecia                                                               | 70 - 74                                                              | Italia                                                               | Torneo Acropolis 2023                                                | 17                                                                   | [ 51 ]                                                               |
| 13/08/2023                                                           | Ravenna                                                              | Italia                                                               | 98 - 65                                                              | Porto Rico                                                           | Amichevole                                                           | 16                                                                   | [ 52 ]                                                               |
| 20/08/2023                                                           | Shenzhen                                                             | Italia                                                               | 93 - 87                                                              | Brasile                                                              | Torneo amichevole                                                    | 26                                                                   | [ 53 ]                                                               |
| 21/08/2023                                                           | Shenzhen                                                             | Italia                                                               | 88 - 81                                                              | Nuova Zelanda                                                        | Torneo amichevole                                                    | 8                                                                    | [ 54 ]                                                               |
| 25/08/2023                                                           | Santa Maria                                                          | Angola                                                               | 67 - 81                                                              | Italia                                                               | Mondiali 2023 - 1ª fase a gironi                                     | 19                                                                   | [ 55 ]                                                               |
| 27/08/2023                                                           | Quezon City                                                          | Italia                                                               | 82 - 87                                                              | Rep. Dominicana                                                      | Mondiali 2023 - 1ª fase a gironi                                     | 13                                                                   | [ 56 ]                                                               |
| 29/08/2023                                                           | Quezon City                                                          | Filippine                                                            | 83 - 90                                                              | Italia                                                               | Mondiali 2023 - 1ª fase a gironi                                     | 18                                                                   | [ 57 ]                                                               |
| 01/09/2023                                                           | Quezon City                                                          | Serbia                                                               | 76 - 78                                                              | Italia                                                               | Mondiali 2023 - 2ª fase a gironi                                     | 30                                                                   | [ 58 ]                                                               |
| 03/09/2023                                                           | Quezon City                                                          | Italia                                                               | 73 - 57                                                              | Porto Rico                                                           | Mondiali 2023 - 2ª fase a gironi                                     | 12                                                                   | [ 59 ]                                                               |
| 05/09/2023                                                           | Pasay                                                                | Italia                                                               | 63 - 100                                                             | Stati Uniti                                                          | Mondiali 2023 - Quarti                                               | 18                                                                   | [ 60 ]                                                               |
| 07/09/2023                                                           | Pasay                                                                | Italia                                                               | 82 - 87                                                              | Lettonia                                                             | Mondiali 2023 - Semifinale 5º-8º posto                               | 0                                                                    | [ 61 ]                                                               |
| 09/09/2023                                                           | Pasay                                                                | Italia                                                               | 85 - 89                                                              | Slovenia                                                             | Mondiali 2023 - Finale 7º-8º posto                                   | 16                                                                   | [ 62 ]                                                               |
| 02/08/2025                                                           | Trento                                                               | Italia                                                               | 87 - 61                                                              | Islanda                                                              | Torneo amichevole                                                    | 14                                                                   | [ 63 ]                                                               |
| 09/08/2025                                                           | Trieste                                                              | Italia                                                               | 91 - 75                                                              | Lettonia                                                             | Amichevole                                                           | 21                                                                   | [ 64 ]                                                               |
| 14/08/2025                                                           | Bologna                                                              | Italia                                                               | 84 - 72                                                              | Argentina                                                            | Amichevole                                                           | 19                                                                   | [ 65 ]                                                               |
| Totale                                                               |                                                                      | Presenze                                                             | 49                                                                   |                                                                      | Punti                                                                | 735                                                                  |                                                                      |

## Palmarès

### Club
- Campionato tedesco: 1

Alba Berlino: 2020-2021
- Supercoppa italiana: 3

Olimpia Milano: 2016, 2017, 2018
- Coppa Italia: 1

Olimpia Milano: 2017

### Individuale
- Miglior Under-22 della Serie A: 1

Virtus Bologna: 2014-2015
- Partecipazioni all'All Star Game: 1

2011
- FIBA World Cup All-Tournament Second Teams: 1

2023